# A Korra legendája epizódjainak listája
Ez a lista a Korra legendája című sorozat epizódjainak felsorolását tartalmazza. A sorozat 2012. április 14-én debütált az Amerikai Egyesült Államokban a Nickelodeon csatornán.

## Évados áttekintés
| Évad | Évad | Epizódok | Eredeti sugárzás     | Eredeti sugárzás   | Magyar sugárzás      | Magyar sugárzás      |
| Évad | Évad | Epizódok | Évadpremier          | Évadfinálé         | Évadpremier          | Évadfinálé           |
| ---- | ---- | -------- | -------------------- | ------------------ | -------------------- | -------------------- |
|      | 1    | 12       | 2012. április 14.    | 2012. június 23.   | 2012. augusztus 26.  | 2012. december 23.   |
|      | 2    | 14       | 2013. szeptember 13. | 2013. november 22. | 2014. május 18.      | 2014. augusztus 10.  |
|      | 3    | 13       | 2014. június 27.     | 2014. augusztus 8. | 2015. szeptember 7.  | 2015. szeptember 23. |
|      | 4    | 13       | 2014. október 3.     | 2014. december 19. | 2015. szeptember 24. | 2015. november 16.   |

## Epizódok

### Első könyv: Levegő (Air)
| Sor. | Év. | Cím                                                     | Rendező                                 | Író                            | Premier                                | Nézettség   |
| ---- | --- | ------------------------------------------------------- | --------------------------------------- | ------------------------------ | -------------------------------------- | ----------- |
| 1.   | 1.  | Üdv Köztársaság városban (Welcome to Rebulic City)      | Michael Dante DiMartino Bryan Konietzko | Joaquim Dos Santos Ki Hyun Ryu | 2012. április 14. 2012. augusztus 25.  | 4,55 millió |
| 2.   | 2.  | Mint levél a szélben (A Leaf in the Wind)               | Michael Dante DiMartino Bryan Konietzko | Joaquim Dos Santos Ki Hyun Ryu | 2012. április 14. 2012. szeptember 1.  | 4,55 millió |
| 3.   | 3.  | A felfedezés (The Revelation)                           | Michael Dante DiMartino Bryan Konietzko | Joaquim Dos Santos Ki Hyun Ryu | 2012. április 21. 2012. szeptember 8.  | 3,55 millió |
| 4.   | 4.  | Hang az éjszakában (The Voice in the Night)             | Michael Dante DiMartino Bryan Konietzko | Joaquim Dos Santos Ki Hyun Ryu | 2012. április 28. 2012. szeptember 15. | 4,08 millió |
| 5.   | 5.  | Versenyszellem (The Spirit of Competition)              | Michael Dante DiMartino Bryan Konietzko | Joaquim Dos Santos Ki Hyun Ryu | 2012. május 5. 2012. szeptember 22.    | 3,78 millió |
| 6.   | 6.  | A győztes pedig nem más, mint... (And the Winner Is...) | Michael Dante DiMartino Bryan Konietzko | Joaquim Dos Santos Ki Hyun Ryu | 2012. május 12. 2012. szeptember 29.   | 3,88 millió |
| 7.   | 7.  | Utóhatás (The Aftermath)                                | Michael Dante DiMartino Bryan Konietzko | Joaquim Dos Santos Ki Hyun Ryu | 2012. május 19. 2012. november 18.     | 3,45 millió |
| 8.   | 8.  | Szélsőségek találkozása (When Extremes Meet)            | Michael Dante DiMartino Bryan Konietzko | Joaquim Dos Santos Ki Hyun Ryu | 2012. június 2. 2012. november 25.     | 2,98 millió |
| 9.   | 9.  | A múlt árnyéka (Out of the Past)                        | Michael Dante DiMartino Bryan Konietzko | Joaquim Dos Santos Ki Hyun Ryu | 2012. június 9. 2012. december 2.      | 3,58 millió |
| 10.  | 10. | Fordul a kocka (Turning the Tides)                      | Michael Dante DiMartino Bryan Konietzko | Joaquim Dos Santos Ki Hyun Ryu | 2012. június 16. 2012. december 9.     | 3,54 millió |
| 11.  | 11. | Lappangó titkok (Skeletons in the Closet)               | Michael Dante DiMartino Bryan Konietzko | Joaquim Dos Santos Ki Hyun Ryu | 2012. június 23. 2012. december 16.    | 3,68 millió |
| 12.  | 12. | Végjáték (Endgame)                                      | Michael Dante DiMartino Bryan Konietzko | Joaquim Dos Santos Ki Hyun Ryu | 2012. június 23. 2012. december 23.    | 3,68 millió |

### Második könyv: Szellemek (Spirits)
| Sor. | Év. | Cím                                                    | Rendező                 | Író           | Premier                                | Nézettség   |
| ---- | --- | ------------------------------------------------------ | ----------------------- | ------------- | -------------------------------------- | ----------- |
| 13.  | 1.  | Lázadó lélek (Rebel Spirit)                            | Tim Hedrick             | Colin Heck    | 2013. szeptember 13. 2014. május 18.   | 2,60 millió |
| 14.  | 2.  | Déli fény (The Southern Lights)                        | Joshua Hamilton         | Ian Graham    | 2013. szeptember 13. 2014. május 18.   | 2,60 millió |
| 15.  | 3.  | Polgárháború, 1. rész (Civil Wars, Part 1)             | Michael Dante DiMartino | Colin Heck    | 2013. szeptember 20. 2014. május 25.   | 2,19 millió |
| 16.  | 4.  | Polgárháború, 2. rész (Civil Wars, Part 2)             | Michael Dante DiMartino | Ian Graham    | 2013. szeptember 27. 2014. június 1.   | 2,38 millió |
| 17.  | 5.  | Békefenntartók (Peacekeepers)                          | Tim Hedrick             | Colin Heck    | 2013. október 4. 2014. június 8.       | 1,10 millió |
| 18.  | 6.  | Kelepce (The Sting)                                    | Joshua Hamilton         | Ian Graham    | 2013. október 11. 2014. június 15.     | 1,95 millió |
| 19.  | 7.  | Kezdetek, 1. rész (Beginnings, Part 1)                 | Michael Dante DiMartino | Colin Heck    | 2013. október 18. 2014. június 22.     | 1,73 millió |
| 20.  | 8.  | Kezdetek, 2. rész (Beginnings, Part 2)                 | Tim Hedrick             | Ian Graham    | 2013. október 18. 2014. június 29.     | 1,73 millió |
| 21.  | 9.  | Szellemi vezető (The Guide)                            | Joshua Hamilton         | Colin Heck és | 2013. november 1. 2014. július 6.      | 2,43 millió |
| 22.  | 10. | Egy új kor hajnala (A New Spiritual Age)               | Tim Hedrick             | Ian Graham    | 2013. november 8. 2014. július 13.     | 2,22 millió |
| 23.  | 11. | Az ezer csillag éjszakája (Night of a Thousand Starts) | Joshua Hamilton         | Colin Heck    | 2013. november 15. 2014. július 20.    | 1,87 millió |
| 24.  | 12. | Az együttállás (Harmonic Convergence)                  | Tim Hedrick             | Ian Graham    | 2013. november 15. 2014. július 27.    | 1,87 millió |
| 25.  | 13. | És leszáll az éj (Darkness Falls)                      | Joshua Hamilton         | Colin Heck    | 2013. november 22. 2014. augusztus 3.  | 2,09 millió |
| 26.  | 14. | Fény a sötétben (Light in the Dark)                    | Michael Dante DiMartino | Ian Graham    | 2013. november 22. 2014. augusztus 10. | 2,09 millió |

### Harmadik könyv: Változás
A Megfigyelés című résztől kezdve a sorozat legújabb részei a Nick.com-on jelentek meg, ahelyett, hogy bemutatták a tévében.
| Sor. | Év. | Cím                                            | Rendező                     | Író            | Premier                                  | Nézettség   |
| ---- | --- | ---------------------------------------------- | --------------------------- | -------------- | ---------------------------------------- | ----------- |
| 27.  | 1.  | Egy korty friss levegő (A Breath of Fresh Air) | Tim Hedrick                 | Melchior Zwyer | 2014. június 27. 2015. szeptember 7.     | 1,50 millió |
| 28.  | 2.  | Újjászületés (Rebirth)                         | Joshua Hamilton             | Colin Heck     | 2014. június 27. 2015. szeptember 8.     | 1,50 millió |
| 29.  | 3.  | A Föld királynő (The Earth Queen)              | Tim Hedrick                 | Ian Graham     | 2014. június 27. 2015. szeptember 9.     | 1,29 millió |
| 30.  | 4.  | Akik vonzzák a bajt (In Harm's Way)            | Joshua Hamilton             | Melchior Zwyer | 2014. július 11. 2015. szeptember 10.    | 1,19 millió |
| 31.  | 5.  | A fémklán (The Metal Clan)                     | Michael Dante DiMartino     | Colin Heck     | 2014. július 11. 2015. szeptember 11.    | 1,18 millió |
| 32.  | 6.  | Régi sebek (Old Wounds)                        | Katie Mattila               | Ian Graham     | 2014. július 18. 2015. szeptember 14.    | 1,28 millió |
| 33.  | 7.  | Az első levegőidomárok (Original Airbenders)   | Tim Hedrick                 | Melchior Zwyer | 2014. július 18. 2015. szeptember 15.    | 1,33 millió |
| 34.  | 8.  | A belső ellenség (The Terror Within)           | Joshua Hamilton             | Colin Heck     | 2014. július 25. 2015. szeptember 16.    | 1,08 millió |
| 35.  | 9.  | Megfigyelés (The Stakeout)                     | Michael Dante DiMartino     | Ian Graham     | 2014. augusztus 1. 2015. szeptember 17.  |             |
| 36.  | 10. | Éljen a királynő! (Long Live the Queen)        | Tim Hedrick                 | Melchior Zwyer | 2014. augusztus 8. 2015. szeptember 18.  |             |
| 37.  | 11. | Az ultimátum (The Ultimatum)                   | Joshua Hamilton             | Colin Heck     | 2014. augusztus 15. 2015. szeptember 21. |             |
| 38.  | 12. | Vár rád az üresség (Enter the Void)            | Michael Dante DiMartino     | Ian Graham     | 2014. augusztus 22. 2015. szeptember 22. |             |
| 39.  | 13. | A Vörös Lótusz mérge (Venom of the Red Lotus)  | Tim Hedrick Joshua Hamilton | Colin Heck     | 2014. augusztus 22. 2015. szeptember 23. |             |

### Negyedik könyv: Egyensúly (Balance)
| Sor. | Év. | Cím                                      | Rendező                                   | Író                     | Premier                                | Nézettség |
| ---- | --- | ---------------------------------------- | ----------------------------------------- | ----------------------- | -------------------------------------- | --------- |
| 40.  | 1.  | Annyi év után (After All These Years)    | Joshua Hamilton                           | Colin Heck              | 2014. október 3. 2015. szeptember 24.  |           |
| 41.  | 2.  | Korra magára maradt (Korra Alone)        | Michael Dante DiMartino                   | Ian Graham              | 2014. október 10. 2015. szeptember 25. |           |
| 42.  | 3.  | A koronázás (The Coronation)             | Tim Hedrick                               | Melchior Zwyer          | 2014. október 17. 2015. november 2.    |           |
| 43.  | 4.  | Hívó szó (The Calling)                   | Katie Mattila                             | Colin Heck              | 2014. október 24. 2015. november 3.    |           |
| 44.  | 5.  | Ellenség a kapuknál (Enemy at the Gates) | Joshua Hamilton                           | Ian Graham              | 2014. október 31. 2015. november 4.    |           |
| 45.  | 6.  | A zaofui csata (Battle of Zaofu)         | Tim Hedrick                               | Melchior Zwyer          | 2014. november 7. 2015. november 5.    |           |
| 46.  | 7.  | Újra együtt (Reunion)                    | Michael Dante DiMartino                   | Colin Heck              | 2014. november 14. 2015. november 6.   |           |
| 47.  | 8.  | Emlékek (Remembrances)                   | Joshua Hamilton Katie Mattila Tim Hedrick | Michael Dante DiMartino | 2014. november 21. 2015. november 9.   |           |
| 48.  | 9.  | A vadon mélye (Beyond the Wilds)         | Joshua Hamilton                           | Ian Graham              | 2014. november 28. 2015. november 10.  |           |
| 49.  | 10. | A Beifong-bevetés (Operation Beifong)    | Tim Hedrick                               | Melchior Zwyer          | 2014. december 5. 2015. november 11.   |           |
| 50.  | 11. | Kuvira játszmája (Kuvira's Gambit)       | Joshua Hamilton                           | Colin Heck              | 2014. december 12. 2015. november 12.  |           |
| 51.  | 12. | A Kolosszus napja (Day of the Colossus)  | Tim Hedrick                               | Ian Graham              | 2014. december 19. 2015. november 13.  |           |
| 52.  | 13. | Kitartás (The Last Stand)                | Michael Dante DiMartino                   | Melchior Zwyer          | 2014. december 19. 2015. november 16.  |           |